# Konstantin Semjonov
Konstantin Valerjevič Semjonov nebo Kanstancin Valerijevič Sjamjonau (* 22. října 1978 Dubrovna, Sovětský svaz) je bývalý běloruský zápasník–judista a sambista.

## Sportovní kariéra
Připravoval se v Grodně pod vedením Vladimira Žukovského. Věnoval se současně zápasení v judu a sambu. V běloruské seniorské judistické reprezentaci se pohyboval od roku 1998 v lehké váze do 73 kg. V roce 1999 ho však z pozice reprezentační jedničky sesadil z Ruska příchozí Anatolij Larjukov. V období působení Larjukova v Bělorusku se více soustředil na příbuzný sport sambo, ve kterém se stal v roce 2002 mistrem světa a Evropy. K judu se vrátil po roce 2005. V roce 2008 se kvalifikoval na olympijské hry v Pekingu, kde nepřešel přes druhé kolo. Sportovní kariéru ukončil v roce 2010 se změnami pravidel.
Konstantin Semjonov byl levoruký sambista/judista, jeho oblíbeným chvatem byla uči-mata prováděná sambistickým způsobem chytnutím rukávu soupeře z vnitřní strany.

## Výsledky

### Judo
| Turnaj             | 1996       | 1997       | 1998       | 1999       | 2000       | 2001       | 2002       | 2003       | 2004       | 2005       | 2006       | 2007       | 2008       |
| Turnaj             | 18         | 19         | 20         | 21         | 22         | 23         | 24         | 25         | 26         | 27         | 28         | 29         | 30         |
| Turnaj             | lehká váha | lehká váha | lehká váha | lehká váha | lehká váha | lehká váha | lehká váha | lehká váha | lehká váha | lehká váha | lehká váha | lehká váha | lehká váha |
| ------------------ | ---------- | ---------- | ---------- | ---------- | ---------- | ---------- | ---------- | ---------- | ---------- | ---------- | ---------- | ---------- | ---------- |
| Olympijské hry     | —          |            |            |            | —          |            |            |            | —          |            |            |            | úč.        |
| Mistrovství světa  |            | —          |            | —          |            | —          |            | —          |            | úč.        |            | 7.         |            |
| Mistrovství Evropy | —          | —          | úč.        | —          | —          | úč.        | —          | —          | —          | —          | 5.         | 3.         | 7.         |
| MS juniorů         | úč.        |            |            |            |            |            |            |            |            |            |            |            |            |
| ME juniorů         | úč.        | 2.         |            |            |            |            |            |            |            |            |            |            |            |

### Sambo
| Mistrovství světa  | 3. | — | 1. | 3. | — | — | —  |
| Mistrovství Evropy | 1. | — | 1. | —  | — | — | 3. |